# بیا که قصر امل سخت سست‌بنیادست
غزلی با مطلع «بیا که قصر امل سخت سست بنیادست»، غزل شمارهٔ ۳۷ از دیوانِ حافظ در تصحیحِ محمد قزوینی و قاسم غنی است.

## مفهوم و درون‌مایه
مفاعلن فعلاتن مفاعلن فعلن
(مجتث مثمن مخبون محذوف)
ب، یا، ک، قص/ ر، ا، مل، سخ\ت، سس، ت، بن/یا، دست

## در دیگر آثار هنری
چهارده قطعهٔ خوشنویسی اثر شیخ محمود پیر بوداقی متعلق به سدهٔ ۹ ه‍.ق در یکی از مرقع‌های یعقوب‌بیک آق‌قویونلو به شماره‌های ۲۱۵۳ و به‌سال ۸۸۳–۸۹۶ ه‍.ق/۱۴۷۸–۱۴۹۰ م موجود است. این مرقع در کتابخانهٔ توپکاپی‌سرای استانبول نگهداری می‌شود. کهن‌ترین قطعه از این چهارده اثر، ابیاتی از غزل «بَرید باد صبا دوشم آگهی آورد» دارد که در سال ۸۶۳ ه‍.ق/۱۴۵۹ م در جنت‌آباد شیراز نوشته شده است. بوداقی همین‌طور در این مرقع قطعه‌ای با بیت‌هایی از غزل «بود آیا که در میکده‌ها بگشایند / گره از کار فروبسته ما بگشایند» متعلق به سال ۸۷۱ ه‍.ق/۱۴۶۷ م، نوشته شده در ساوه و قطعه‌ای با بیت‌هایی از غزل «بیا که قصر امل سخت سست بنیادست / بیار باده که بنیاد عمر بر بادست»، نوشته شده در همدان دارد. در موقع H2160 نیز چهار قطعه اثر عبداکریم بن عبدالرحمان خوارزمی یعقوبی متعلق به اواخر سدهٔ ۹ ه‍.ق شامل بیت‌هایی از غزل «غلام همت آنم که زیر چرخ کبود / ز هر چه رنگ تعلق پذیرد آزادست» و بیت‌هایی از غزل «نفس برآمد و کام از تو بر نمی‌آید / فغان که بخت من از خواب در نمی‌آید» وجود دارد.